# Lyndon B. Johnson
Lyndon Baines Johnson (Stonewall, Texas, 1908. augusztus 27. – Stonewall, Texas, 1973. január 22.) az Egyesült Államok 36. elnöke a Demokrata Párt színeiben 1963 és 1969 között és 37. alelnöke 1961 és 1963 között. Johnson egyike azon négy elnöknek, akik mind a négy választott szövetségi hivatalt betöltötték: volt képviselő, szenátor, alelnök és elnök.
Johnson Texas állam képviselője volt az Amerikai Egyesült Államok Kongresszusában 1937 és 1949 között, majd szenátora 1961-ig. A szenátusban hat éven át többségi vezető, két évig kisebbségi vezető és újabb két évig frakcióvezető-helyettes (whip) volt. Miután 1960-ban sikertelenül indult pártja jelöléséért az elnöki posztra, John F. Kennedy őt választotta alelnökjelöltjének.
Kennedy elnök meggyilkolása után az amerikai alkotmány értelmében Johnson lett az ország vezetője. Johnson végigszolgálta Kennedy hivatali ciklusát, majd 1964-ben nagy fölénnyel újraválasztották. Elnökként széles körű szociálpolitikai programot indított el, amely a „Nagyszerű Társadalom” (Great Society) gyűjtőnevet viselte. Ezzel párhuzamosan növelte az amerikai katonai jelenlétet Vietnámban. A harcok előrehaladtával Johnson népszerűsége folyamatosan csökkent. Az 1966-os félidős kongresszusi voksolás után újraválasztási esélyei rohamosan csökkentek, mivel saját pártján belül is egyre többen kezdték ellenezni a vietnámi szerepvállalást. Johnson végül kilépett a megmérettetésből a vietnámi politikája elleni támadások és a New Hampshire-i előválasztásokon való gyenge szereplése miatt.

## Életpályája
Lyndon Baines Johnson egy farmon született a texasi Stonewall közelében, Gillespie megyében, 1908-ban. 1913-ban szüleivel Johnson Citybe költözött, és a Blanco megyei állami iskolákban tanult. A San Marcos-i Southwest Texas State Teachers College-ban diplomázott 1930-ban (a tanárképző főiskola ma a Texas State University része). Eközben már 1928-tól középiskolai tanár volt.
Politikai pályafutását 1931-ben kezdte meg, amikor Richard M. Kleberg kongresszusi képviselő titkára lett Washingtonban. Ezt a pozíciót 1935-ig töltötte be. Eközben beiratkozott a Georgetown Egyetem jogi karára, de az első félév után felhagyott a tanulmányaival.
1934-ben egy texasi látogatás során Johnson Austinban találkozott Claudia Alta Taylorral (akit széles körben becenevén, Lady Birdként – a kifejezés angolul katicabogarat jelent – emlegettek). Hét héttel később, 1934 novemberében összeházasodtak. A házasság, amelyből két leánygyermek született, Johnson haláláig tartott.
1935-ben Johnson visszaköltözött Texasba és a Nemzeti Ifjúsági Hivatal (National Youth Administration) texasi igazgatója lett. 1937-ben, amikor James P. Buchanan kongresszusi képviselő meghalt, Johnson indult a megüresedett helyre kiírt időközi választáson, és április 10-én megnyerte azt. Ezután még öt ízben választották újra, így egészen 1949. január 3-ig képviselte az austini központú 10. texasi választókerületet a washingtoni képviselőházban.
1941. december 9-én, két nappal a Pearl Harbor elleni japán támadás után Johnson bevonult tényleges szolgálatra a haditengerészethez. Rövid washingtoni kiképzés után San Franciscóban, majd Ausztráliában és Új-Zélandon szolgált 1942 júniusáig, amikor Roosevelt elnök hazarendelte a Kongresszus összes katonai szolgálatot teljesítő tagját.
Johnson az 1948-as képviselőházi választáson már nem indult. Ehelyett a W. Lee O’Daniel szenátor visszavonulása miatt megüresedett szenátori helyért szállt versenybe, sikerrel. 1954-ben és 1960-ban is újraválasztották, de a harmadik szenátori ciklusát nem töltötte ki, hanem 1961. január 20-án lemondott, miután alelnökké választották. A Szenátusban gyorsan felívelt a karrierje: 1951-ben frakcióvezető-helyettessé választották, 1953-tól 1961-ig pedig a szenátusi demokrata frakció vezetője volt.
1960-ban indult a demokrata elnökjelöltségért folyó versenyben, de alulmaradt John Kennedyvel szemben, aki végül őt választotta alelnökjelöltjének. Az elnökválasztást Kennedy megnyerte, Johnsont pedig alelnökké választották. 1963. november 22-én Kennedy elnök merénylet áldozata lett, így az alkotmány értelmében Johnson lett az Egyesült Államok elnöke. A következő évben soron következő elnökválasztást Johnson megnyerte, és ezzel 1965. január 20-tól saját jogán is elnök lett. A kezdeti törvényhozási sikerek után a vietnámi háború sokat ártott a népszerűségének, és így végül nem indult el az 1968-as elnökválasztáson.
Amikor elnöki mandátuma 1969. január 20-án lejárt, visszavonult texasi birtokára. Négy évvel később, 1973. január 22-én itt érte a halál. Sírja is a családi birtokon van.

## Családja

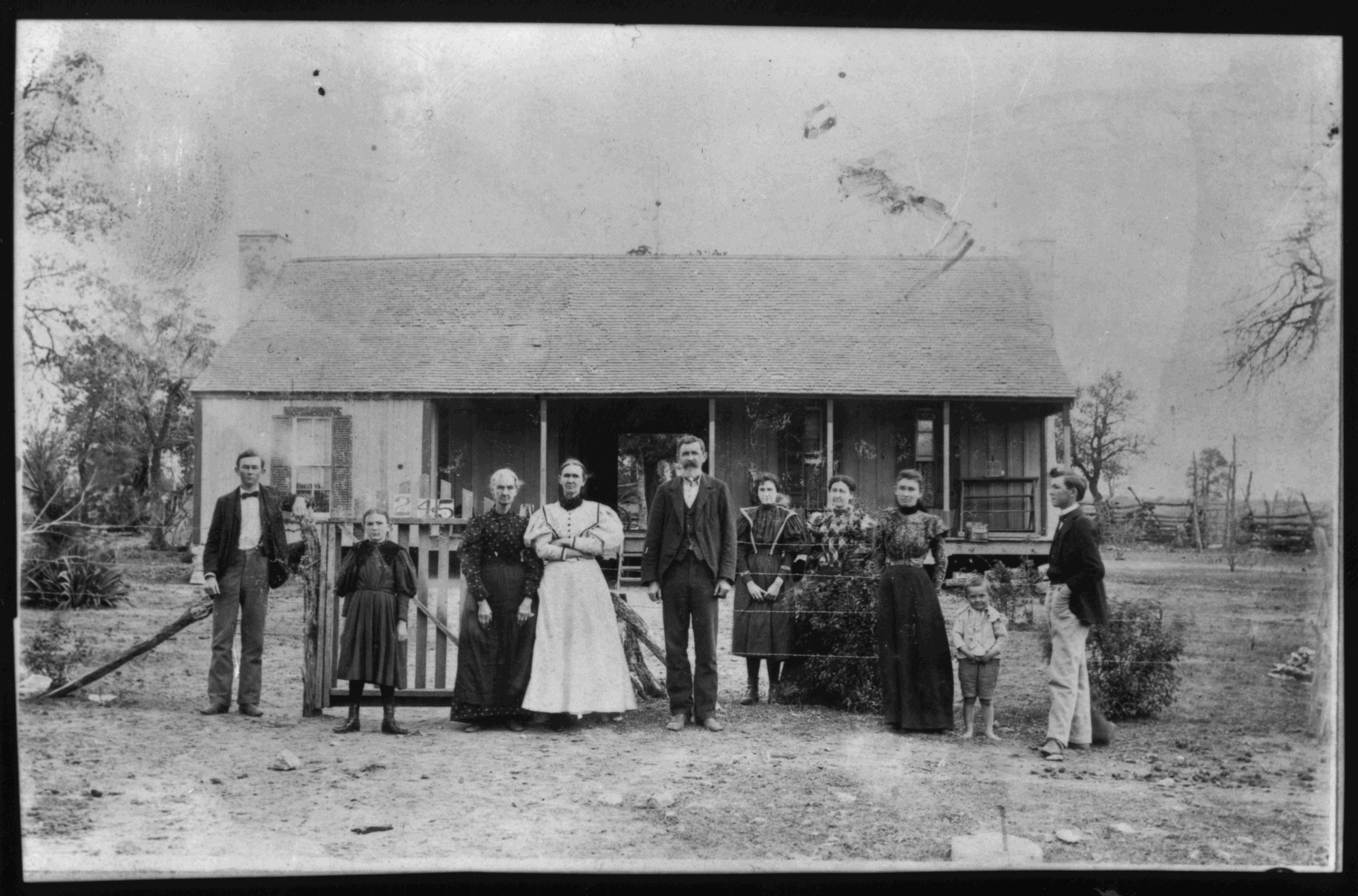
Lyndon B. Johnson szülőháza az 1890-es évek végén. Balról az ötödik személy Johnson apai nagyapja, mellette világos ruhában a nagyanyja

A későbbi elnök Samuel Ealy Johnson és Rebekah Baines öt gyermeke közül a legidősebb. Apai nagyapja, az idősebb Samuel Ealy Johnson a családi birtok közelében létrejött Johnson City névadója. Anyai nagyapja, Joseph Wilson Baines, állami főjegyző (Texas secretary of state), majd a texasi törvényhozás képviselője volt. A szülők gazdálkodók voltak: szarvasmarhatartással és gyapottermesztéssel foglalkoztak. Apja idővel maga is texasi képviselő lett.
Lyndon Johnsonnak három húga (Rebekah, Josefa és Lucia) és egy öccse (Samuel) volt.